# 15.ª etapa do Giro d'Italia de 2023
A 15.ª etapa do Giro d'Italia de 2023 teve lugar a 21 de maio de 2023 e consistiu numa etapa em linha com início no município de Seregno e final na cidade de Bergamo sobre um percurso de 195 km. Esta foi vencida pelo estado-unidense Brandon McNulty da equipa UAE Team Emirates, enquanto o francês Bruno Armirail do Groupama-FDJ conseguiu manter a liderança.

## Classificação da etapa
| Seregno - Bérgamo | alta montanha | (195 km) |

| \| Classificação por etapas \| Classificação por etapas \| Classificação por etapas \| Classificação por etapas \| Classificação por etapas \| \| Ciclista \| Ciclista \| Equipe \| Tempo \| \| \| ------------------------ \| ------------------------ \| ------------------------ \| ------------------------ \| ------------------------ \| \| 1. \| Brandon McNulty \| UAE Team Emirates \| 5h13m39s \| \| \| 2. \| Ben Healy \| EF Education-EasyPost \| + 0s \| \| \| 3. \| Marco Frigo \| Israel-Premier Tech \| + 0s \| \| \| 4. \| Bauke Mollema \| Trek-Segafredo \| + 1m50s \| \| \| 5. \| Einer Rubio \| Movistar Team \| + 1m50s \| \| \| 6. \| Simone Velasco \| Astana Qazaqstan Team \| + 2m26s \| \| \| 7. \| Andrea Pasqualon \| Bahrain Victorious \| + 2m26s \| \| \| 8. \| Laurens Huys \| Intermarché-Circus-Wanty \| + 3m10s \| \| \| 9. \| Vincenzo Albanese \| Eolo-Kometa \| + 4m13s \| \| \| 10. \| François Bidard \| Cofidis \| + 4m13s \| \| |                   |                          |          |
| |                   |                          |          |
| Fonte: ProCyclingStats |                   |                          |          |
| Classificação por etapas |                   |                          |          |
| Ciclista | Ciclista          | Equipe                   | Tempo    |
| 1. | Brandon McNulty   | UAE Team Emirates        | 5h13m39s |
| 2. | Ben Healy         | EF Education-EasyPost    | + 0s     |
| 3. | Marco Frigo       | Israel-Premier Tech      | + 0s     |
| 4. | Bauke Mollema     | Trek-Segafredo           | + 1m50s  |
| 5. | Einer Rubio       | Movistar Team            | + 1m50s  |
| 6. | Simone Velasco    | Astana Qazaqstan Team    | + 2m26s  |
| 7. | Andrea Pasqualon  | Bahrain Victorious       | + 2m26s  |
| 8. | Laurens Huys      | Intermarché-Circus-Wanty | + 3m10s  |
| 9. | Vincenzo Albanese | Eolo-Kometa              | + 4m13s  |
| 10. | François Bidard   | Cofidis                  | + 4m13s  |

## Classificações ao final da etapa

### Classificação geral(Maglia Rosa)
| \| Classificação geral \| Classificação geral \| Classificação geral \| Classificação geral \| Classificação geral \| \| Ciclista \| Ciclista \| Equipe \| Tempo \| \| \| ------------------- \| ------------------- \| ------------------- \| ------------------- \| ------------------- \| \| 1. \| Bruno Armirail \| Groupama-FDJ \| 61h38m06s \| \| \| 2. \| Geraint Thomas \| Ineos Grenadiers \| + 1m08s \| \| \| 3. \| Primož Roglič \| Jumbo-Visma \| + 1m10s \| \| \| 4. \| João Almeida \| UAE Team Emirates \| + 1m30s \| \| \| 5. \| Andreas Leknessund \| Team DSM \| + 1m50s \| \| \| 6. \| Damiano Caruso \| Bahrain Victorious \| + 2m36s \| \| \| 7. \| Lennard Kämna \| Bora-Hansgrohe \| + 3m02s \| \| \| 8. \| Edward Dunbar \| Team Jayco AlUla \| + 3m40s \| \| \| 9. \| Thymen Arensman \| Ineos Grenadiers \| + 3m55s \| \| \| 10. \| Laurens De Plus \| Ineos Grenadiers \| + 4m18s \| \| |                    |                    |           |
| |                    |                    |           |
| Fonte: ProCyclingStats |                    |                    |           |
| Classificação geral |                    |                    |           |
| Ciclista | Ciclista           | Equipe             | Tempo     |
| 1. | Bruno Armirail     | Groupama-FDJ       | 61h38m06s |
| 2. | Geraint Thomas     | Ineos Grenadiers   | + 1m08s   |
| 3. | Primož Roglič      | Jumbo-Visma        | + 1m10s   |
| 4. | João Almeida       | UAE Team Emirates  | + 1m30s   |
| 5. | Andreas Leknessund | Team DSM           | + 1m50s   |
| 6. | Damiano Caruso     | Bahrain Victorious | + 2m36s   |
| 7. | Lennard Kämna      | Bora-Hansgrohe     | + 3m02s   |
| 8. | Edward Dunbar      | Team Jayco AlUla   | + 3m40s   |
| 9. | Thymen Arensman    | Ineos Grenadiers   | + 3m55s   |
| 10. | Laurens De Plus    | Ineos Grenadiers   | + 4m18s   |

### Classificação por pontos(Maglia Ciclamino)
| Classificação por pontos | Classificação por pontos | Classificação por pontos | Classificação por pontos | Classificação por pontos |
| Ciclista                 | Ciclista                 | Equipe                   | Pontos                   |                          |
| ------------------------ | ------------------------ | ------------------------ | ------------------------ | ------------------------ |
| 1.                       | Jonathan Milan           | Bahrain Victorious       | 164 pts                  |                          |
| 2.                       | Derek Gee                | Israel-Premier Tech      | 112 pts                  |                          |
| 3.                       | Pascal Ackermann         | UAE Team Emirates        | 88 pts                   |                          |
| 4.                       | Nico Denz                | Bora-Hansgrohe           | 75 pts                   |                          |
| 5.                       | Toms Skujiņš             | Trek-Segafredo           | 71 pts                   |                          |
| 6.                       | Michael Matthews         | Team Jayco AlUla         | 68 pts                   |                          |
| 7.                       | Magnus Cort              | EF Education-EasyPost    | 56 pts                   |                          |
| 8.                       | Marius Mayrhofer         | Team DSM                 | 53 pts                   |                          |
| 9.                       | Mark Cavendish           | Astana Qazaqstan Team    | 51 pts                   |                          |
| 10.                      | Vincenzo Albanese        | Eolo-Kometa              | 46 pts                   |                          |

### Classificação da montanha(Maglia Azzurra)
| Classificação da montanha | Classificação da montanha | Classificação da montanha  | Classificação da montanha | Classificação da montanha |
| Ciclista                  | Ciclista                  | Equipe                     | Pontos                    |                           |
| ------------------------- | ------------------------- | -------------------------- | ------------------------- | ------------------------- |
| 1.                        | Davide Bais               | Eolo-Kometa                | 144 pts                   |                           |
| 2.                        | Einer Rubio               | Movistar Team              | 116 pts                   |                           |
| 3.                        | Thibaut Pinot             | Groupama-FDJ               | 114 pts                   |                           |
| 4.                        | Ben Healy                 | EF Education-EasyPost      | 108 pts                   |                           |
| 5.                        | Toms Skujiņš              | Trek-Segafredo             | 42 pts                    |                           |
| 6.                        | Karel Vacek               | Team Corratec-Selle Italia | 36 pts                    |                           |
| 7.                        | Derek Gee                 | Israel-Premier Tech        | 31 pts                    |                           |
| 8.                        | Amanuel Gebrezgabihier    | Trek-Segafredo             | 30 pts                    |                           |
| 9.                        | Alexander Cepeda          | EF Education-EasyPost      | 25 pts                    |                           |
| 10.                       | Aurélien Paret-Peintre    | AG2R Citroën Team          | 22 pts                    |                           |

### Classificação dos jovens(Maglia Bianca)
| Classificação dos jovens | Classificação dos jovens | Classificação dos jovens | Classificação dos jovens | Classificação dos jovens |
| Ciclista                 | Ciclista                 | Equipe                   | Tempo                    |                          |
| ------------------------ | ------------------------ | ------------------------ | ------------------------ | ------------------------ |
| 1.                       | João Almeida             | UAE Team Emirates        | 61h39m36s                |                          |
| 2.                       | Andreas Leknessund       | Team DSM                 | + 20s                    |                          |
| 3.                       | Thymen Arensman          | Ineos Grenadiers         | + 2m25s                  |                          |
| 4.                       | Einer Rubio              | Movistar Team            | + 3m59s                  |                          |
| 5.                       | Santiago Buitrago        | Bahrain Victorious       | + 4m52s                  |                          |
| 6.                       | Ilan Van Wilder          | Soudal Quick-Step        | + 6m02s                  |                          |
| 7.                       | Alexander Cepeda         | EF Education-EasyPost    | + 12m29s                 |                          |
| 8.                       | Laurens Huys             | Intermarché-Circus-Wanty | + 20m03s                 |                          |
| 9.                       | Valentin Paret-Peintre   | AG2R Citroën Team        | + 23m20s                 |                          |
| 10.                      | Filippo Zana             | Team Jayco AlUla         | + 27m43s                 |                          |

### Classificação por equipas"Super team"
| Classificação por equipes | Classificação por equipes | Classificação por equipes | Classificação por equipes |
| Equipe                    | Equipe                    | Tempo                     |                           |
| ------------------------- | ------------------------- | ------------------------- | ------------------------- |
| 1.                        | Bahrain Victorious        | 184h21m09s                |                           |
| 2.                        | EF Education-EasyPost     | + 27m23s                  |                           |
| 3.                        | Israel-Premier Tech       | + 27m52s                  |                           |
| 4.                        | Jumbo-Visma               | + 37m00s                  |                           |
| 5.                        | Ineos Grenadiers          | + 37m31s                  |                           |
| 6.                        | Bora-Hansgrohe            | + 39m17s                  |                           |
| 7.                        | UAE Team Emirates         | + 39m34s                  |                           |
| 8.                        | AG2R Citroën Team         | + 47m26s                  |                           |
| 9.                        | Astana Qazaqstan Team     | + 53m21s                  |                           |
| 10.                       | Eolo-Kometa               | + 1h08m51s                |                           |

## Abandonos
Nenhum.